# Fémis
Fémis – prestiżowa wyższa szkoła filmowa w Paryżu, założona w 1986 roku. Fémis jest kontynuacją słynnej IDHEC i mieści się w dawnych, zabytkowych lokalach Pathé, w XVIII dzielnicy Paryża. 

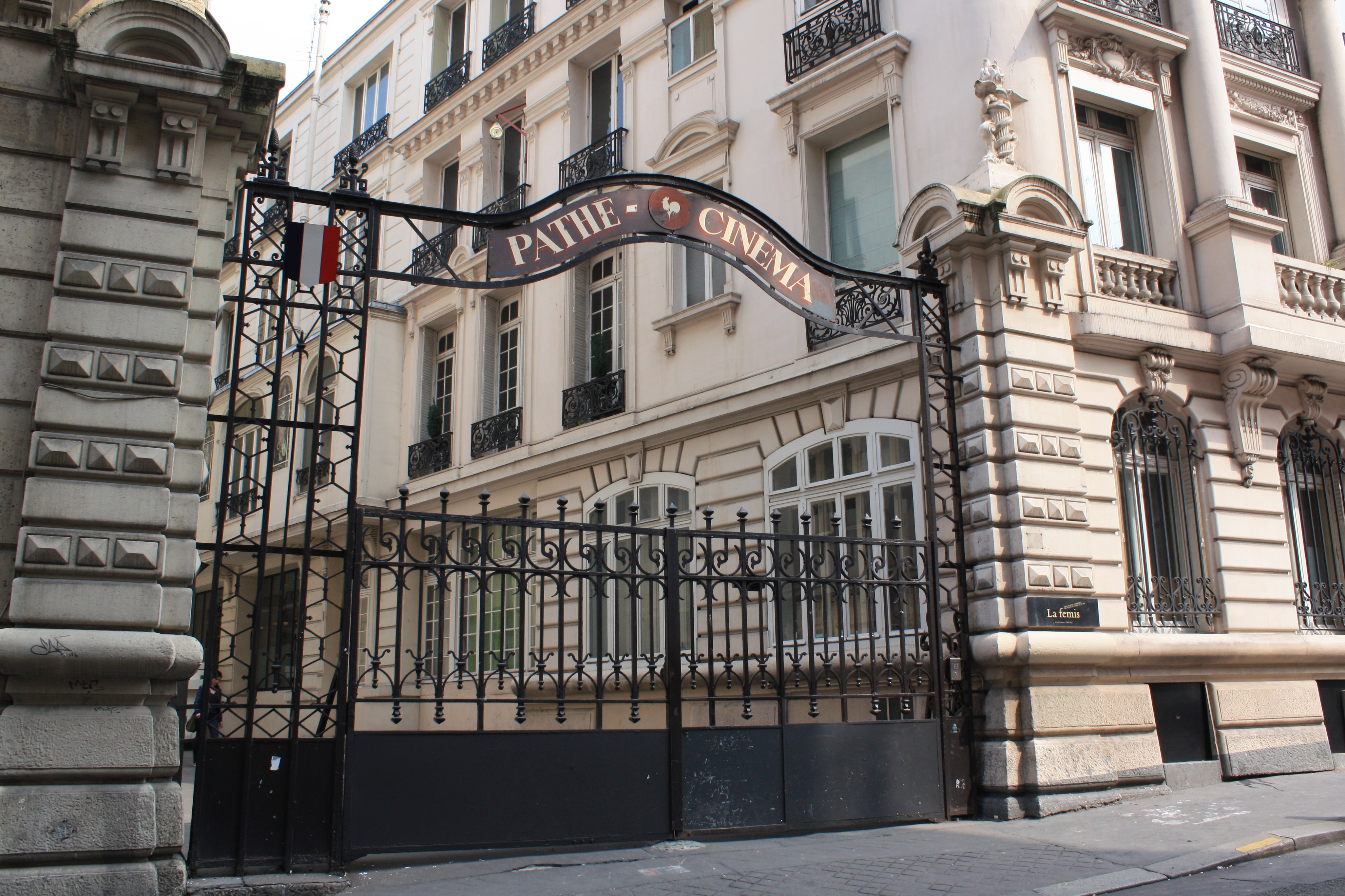
Fémis

Uczelnia prowadzi kształcenie na 7 kierunkach: reżyseria, scenariusz, zdjęcia, dźwięk, montaż, dekoracje i produkcja. W Fémis nacisk położony jest na praktykę i konkretne aspekty pracy reżysera, producenta i wszystkich pozostałych zawodów związanych z filmem. Szkoła szczyci się posiadaniem super nowoczesnych środków technicznych, kamer wideo, 16-milimetrowych i 35-milimetrowych oraz przestronnych wnętrz, w których nakręconych zostało już wiele filmów. 
Egzamin wstępny jest trudnym konkursem, do którego co roku staje od 800 do 1000 kandydatów, obowiązkowo poniżej 27. roku życia, po maturze i po dwóch latach studiów. Tylko 40 z nich jest przyjmowanych na pierwszy rok. Femis jest szkołą państwową, więc stosunkowo niedrogą - pełny kurs trwający 3 lata 3 miesiące kosztuje około 250 euro. FEMIS jest w dużej części subwencjonowaną z budżetu państwa.

## Najsłynniejsi absolwenci
Wyższą szkołę filmową w Paryżu między innymi ukończyli:
- Theo Angelopoulos
- Alain Resnais
- Marco Enríquez-Ominami
- François Ozon
- Jean-Jacques Annaud
- André Téchiné
- Volker Schlöndorff
- Costa-Gavras
- Radu Mihăileanu